# Rogi (Łódź)
Pour les articles homonymes, voir Rogi.
Rogi (prononciation [ˈrɔɡi]) est un village de la gmina de Wielgomłyny, du powiat de Radomsko, dans la voïvodie de Łódź, situé dans le centre de la Pologne.
Il se situe à environ 4 kilomètres (km) au sud-est de Wielgomłyny (siège de la gmina), 26 kilomètres à l'est de Radomsko (siège du powiat) et 92 kilomètres au sud de Łódź (capitale de la voïvodie).
Sa population s'élevait à 202 habitants en 2009.

## Administration
De 1975 à 1998, le village était attaché administrativement à l'ancienne voïvodie de Piotrków.

Depuis 1999, il fait partie de la nouvelle voïvodie de Łódź.